# 素イデアル
素イデアル（そイデアル、英: prime ideal）は、環のイデアルで、ある条件を満たすものである。歴史的には、素数（素元）の概念の拡張としてデデキントによって代数体の整数環に対して定義された。整数環（一般にデデキント環）のすべてのゼロでない（整）イデアルは、素イデアルの有限個の積として（順序を除いて）一意的に書ける（イデアル論の基本定理）。スキームの理論は、図形の上の関数の成す環から下の空間を構成するという idea がもとになっているが、その時に、その環の素イデアルひとつひとつが、下の空間の点に対応する。

## 可換環に対して

### 定義
可換環 R のイデアル P ≠ R が素イデアルであるとは、
- a, b ∈R, ab ∈P のとき、a ∈ P または b ∈ P

を満たすことを言う。
環 R の素イデアルのなす集合は Spec(R) と表される。

### 例と性質
- 有理整数環 Z において、素数 p の倍数全体が成すイデアル pZ は素イデアルである。

一般に、可換環 R において、その素元 p が生成するイデアル pR は 0 でない素イデアルになる。これは逆も正しい。すなわち、p ∈ R に対し単項イデアル pR ≠ 0 が素イデアルならば、p は素元である。
- 一般に、R, S を可換環、f: R → S を環の準同型としたとき、f による S の任意の素イデアルの引き戻し f−1(S) は、R の素イデアルになる。
- 可換環 R のイデアル I が素イデアルであることと、剰余環 R/I が整域であることは同値である[2]。とくに、0 が素イデアルであることと R が整域であることは同値である。
- デデキント整域のすべての 0 でない真のイデアルは、素イデアルの積に一意的に分解する[2]。

### 局所化
{\displaystyle R} を環、{\displaystyle P} をその素イデアルとすると、集合 {\displaystyle S=R\setminus P} は積閉集合となる。{\displaystyle S} による {\displaystyle R} の局所化 {\displaystyle S^{-1}R} を {\displaystyle R_{P}} と書く。これは {\displaystyle PR_{P}} を極大イデアルとする局所環となる。その剰余体 {\displaystyle R_{P}/PR_{P}} を {\displaystyle \kappa (P)} などと書くこともある。

### 素因子
素イデアル P ∈ Spec(R) が R 加群 M のある元 x ∈ M の零化イデアル ann(x) と一致するとき、P を M の素因子 (英: prime divisor) または伴う素イデアル（英: associated prime ideal）という。M の随伴素因子がなす集合を AssR(M) あるいは Ass(M) と表す。AssR(M) の（包含関係について）極小な素イデアルを孤立素因子といい、これら以外の素因子を非孤立あるいは埋め込まれた素因子という。R がネーター環のとき、随伴素因子は非正則元や加群の台とも関連があり、準素分解で重要な概念である。

## 可換とは限らない環に対して

### 定義
単位的環 R のイデアル P が素イデアルであるとは、
P ≠ R かつ、任意のイデアル A, B ⊆ R に対して、AB ⊆ P ならば A ⊆ P または B ⊆ P
を満たすことを言う。

### 性質
イデアル P ≠ R に対して以下の条件は同値である。
- P は素イデアル
- a, b ∈ R に対し、(a)(b) ⊆ P ならば a ∈ P または b ∈ P　（ここで、(a) = RaR）
- a, b ∈ R に対し、aRb ⊆ P ならば a ∈ P または b ∈ P
- 左イデアル A, B に対し、AB ⊆ P ならば A ⊆ P または B ⊆ P
- 右イデアル A, B に対し、AB ⊆ P ならば A ⊆ P または B ⊆ P
- R/P は素環

特に単純環は素環なので極大イデアルは素イデアルである。